# Юрья (станция)
Юрья́ — промежуточная железнодорожная станция Кировского региона Горьковской железной дороги.

## История
Станция была открыта в 1899 году при строительстве железной дороги Пермь — Вятка — Котлас.

## Движение поездов

### Дальнее сообщение
По графику 2019-2020 года через станцию курсируют следующие поезда дальнего следования:
| Круглогодичное обращение поездов | Круглогодичное обращение поездов | Круглогодичное обращение поездов | Круглогодичное обращение поездов |
| № поезда                         | Маршрут движения                 | № поезда                         | Маршрут движения                 |
| -------------------------------- | -------------------------------- | -------------------------------- | -------------------------------- |
| 89                               | Воркута — Нижний Новгород        | 90                               | Нижний Новгород — Воркута        |
| 309                              | Воркута — Адлер                  | 310                              | Адлер — Воркута                  |
| 311                              | Воркута — Новороссийск           | 312                              | Новороссийск — Воркута           |
| 981                              | Воркута — Киров                  | 982                              | Киров — Воркута                  |

### Пригородное сообщение
По графику 2019-2020 года через станцию курсируют следующие поезда пригородного сообщения:
| Пригородные поезда | Пригородные поезда     | Пригородные поезда | Пригородные поезда     |
| № поезда           | Маршрут движения       | № поезда           | Маршрут движения       |
| ------------------ | ---------------------- | ------------------ | ---------------------- |
| 6624/6634          | Киров — Мураши — Пинюг | 6633/6623          | Пинюг — Мураши — Киров |
| 6626/6636/6646     | Киров — Мураши — Луза  | 6641/6631/6621     | Луза — Мураши — Киров  |